# Petit mont Tshiasketnashis
Le Petit mont Tshiasketnashis est une montagne du Nord-du-Québec située au sud-est du lac Pallatin et au sud du mont Tshiasketnau.

## Toponymie
Le nom du Petit mont Tshiasketnashis provient de l'innu et signifie « montagne du goéland petite et sans importance » de tshiasku (« goéland »), atn (« montagne »), sh (« petit ») et îs (« peu de valeur »). S'il y a une redondance dans Tshiasketnau, il s'agit d'une double redondance pour le Petit mont Tshiasketnashis, qui répète à la fois « petit » et « montagne ». Selon une autre source source, le nom signifiait plutôt « petite montagne couverte de neige durant toute l’année ».

## Géographie
Le Petit mont Tshiasketnashis est située à 3 km à l'est du lac Pallatin et à 5 km au sud du mont Tshiasketnau. Son sommet, qui est à 550 m, dépasse à peine d'une centaine de mètres le relief environnant.